# Tobelbach (Töss, Zell)
Der Tobelbach ist ein rund zehn Kilometer langer linker Zufluss der Töss im Schweizer Kanton Zürich. Der Bach entwässert einen Abschnitt der Region Tösstal südöstlich von Winterthur im Zürcher Oberland.
Er ist nicht zu verwechseln mit dem Tobelbach, welcher bei Bauma sowie mit dem Tobelbach, welcher bei Neftenbach in die Töss mündet.

## Geographie

### Verlauf
Der Bach entspringt auf 635 m ü. M. als Muslochbach südöstlich des Weilers Schür auf dem Gemeindegebiet von Pfäffikon. Die Quelle liegt in einem dichten Baumbestand zwischen der Islerweid im Westen und der Haslerweid im Osten. Nach kurzem Lauf nach Nordwest wird er eingedolt, wobei er kurz darauf die Gemeindegrenze zu Russikon übertritt und nun Tobelbach genannt wird. Hier unterquert er die Felder im Musloch und tritt, von dichtem Baumbewuchs gesäumt, wieder an die Oberfläche. Er fliesst nun vorwiegend nach Nordnordwest und nimmt dabei den Mülistettenbach von rechts sowie den Huflandenbach und den  Kilstenbach von links auf. Nach dessen Einmündung wendet er sich nach Nordnordost und erreicht nur wenig später die Russiker Aussenwacht Gündisau, durch die er offen fliesst und dabei drei kurze Bäche aufnimmt, die eingedolt einmünden.

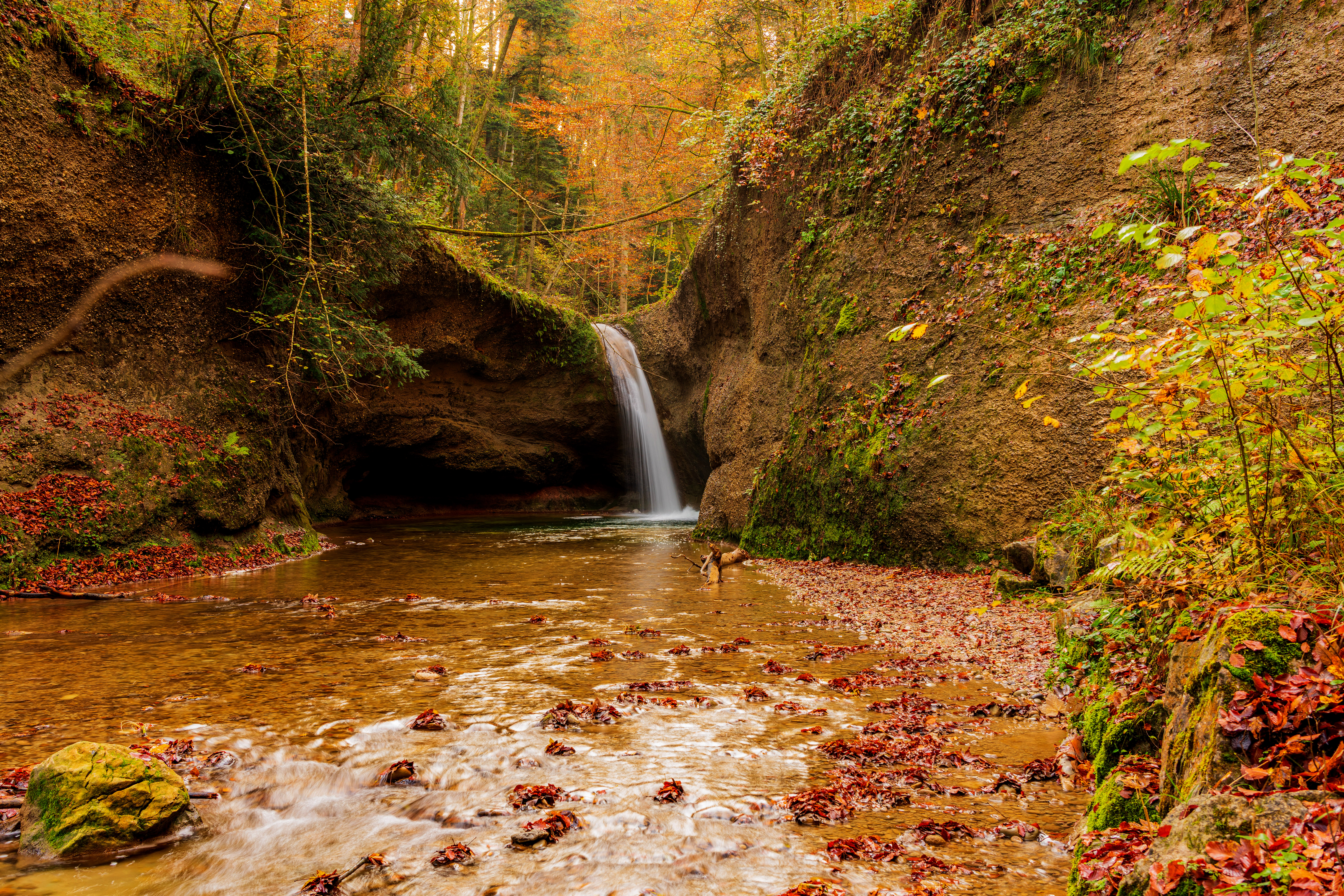
Unterer Wasserfall

Wenig später, nach der Einmündung des rechten Zuflusses Hombergbach, wendet er sich gegen Nordwesten, wobei er, nachdem sich der Zielbach von rechts in den Bach ergiesst, ein kleines Tobel bildet. Durch das dicht bewaldete Tobel zieht sich auch die Gemeindegrenze zwischen Russikon und Wildberg, die er für rund 850 Meter bildet, bevor er wieder ganz auf Russiker Gebiet verläuft. Der Tobelbach erreicht nun den Weiler Bläsimühle, wo er anfangs nur leicht vertieft verläuft. Hier schlägt er nach der Einmündung des Anwandelbachs, auch Furtbach genannt, einen vorwiegend nördlichen Kurs ein. Er umfliesst Bläsimühle im Westen, wobei er sich in den linksufrigen Hang unterhalb Ludetswils eingegraben hat. 
Kurz darauf mündet von rechts der 5,5 Kilometer lange Mülibach, der an seiner Mündung rund 600 Meter länger ist. Nach dessen Einmündung bildet der Bach ein tiefes und dicht bewaldetes Tobel, das schlicht als Tobel bezeichnet wird. Er bildet hier die Gemeindegrenze zwischen Russikon, danach Weisslingen, am linken Ufer mit Wilberg am rechten Ufer. Gleichzeitig vollzieht er mehrere Bögen und passiert einen 5 Meter hohen Wasserfall. Auf diesem Abschnitt münden zehn Bäche, von denen die von links einmündenden Mülitobelbach und Sägelbach sowie die von rechts einmündenden Stammbach und Wöschbach die wichtigsten sind. 
Nach letzterem wendet sich der Bach erneut gegen Nordwesten, anfangs am linken Hang an der Waldgrenze verlaufend. Das Tobel weitet sich zu einem kleinen Tal aus, und der Bach bildet anfangs die Grenze zwischen Weisslingen und Zell, beziehungsweise zwischen den Bezirken Pfäffikon und Winterthur. Beim Hof Tobelhof, wenig unterhalb des Tibet-Instituts Rikon, verlässt er das Waldgebiet und verlagert seinen Bachlauf in die Talmitte, wobei er vollständig auf das Gemeindegebiet von Zell übertritt. Der Tobelbach verläuft jetzt, von dichtem und schmalem Baumbestand gesäumt, durch mehrere Felder. Hier mündet von links der Neschwilerbach, ehe der Tobelbach wenig später den Weiler Hinterrikon im Südwesten passiert. 
Der Tobelbach erreicht nun das Tösstal und tangiert bei Lochfeld linksufrig einen Sportplatz. Schliesslich mündet er auf einer Höhe von 507 m ü. M. gegenüber von Rikon von links in den Mittellauf der Töss.

### Einzugsgebiet
Das 18,66 Quadratkilometer grosse Einzugsgebiet erstreckt sich über die Gemeinden Pfäffikon, Russikon, Wildberg, Weisslingen und Zell. Es setzt sich aus 51,2 % landwirtschaftlicher Fläche, 41,6 % bestockter Fläche, 6,6 % Siedlungsfläche, 0,4 % unproduktiver Fläche sowie zu 0,2 % Wasserfläche zusammen. Der 820 m ü. M. hohe Täbrig stellt die höchste Erhebung dar, die durchschnittliche Höhe beträgt 672 m ü. M.
Im Westen liegt das Einzugsgebiet des Wissenbachs und das der Kempt, das auch im Süden angrenzt. Diese entwässern beide ebenfalls in die Töss.

### Zuflüsse
Die direkten und indirekten Zuflüsse bachabwärts
- rechter Seitenarm (rechts), 0,3 km
- Mülistettenbächli (rechts), 0,5 km
  - rechter Seitenarm (rechts), 0,1 km
  - Schwiizerwisbach (links), 0,4 km
    - linker Seitenarm (links), 0,1 km
    - linker Seitenarm (links), 0,1 km
- Huflandenbach (links), 0,5 km
  - linker Seitenarm (links), 0,1 km
- Kilstenbach (links), 0,3 km
- Winklenbach/Leigruebbach (rechts), 0,6 km
  - rechter Seitenarm (rechts), 0,1 km
  - rechter Seitenarm 2 (rechts), 0,1 km
- Haldenholzbach (links), 0,2 km
- Zigerschüsselbach/Bach von der Hohwacht (rechts), 0,6 km
  - linker Seitenarm (links), 0,2 km
- Striindlerbach (links), 0,9 km
- Bach vom Rennweg (links), 0,2 km
- Hombergbach (rechts), 0,5 km
  - Türlibach (links), 0,5 km
  - Hinterholzbach (rechts), 0,3 km
- Zielbach/Hombergbach (rechts), 0,5 km
- Waldeggbächli (links), 0,5 km
  - Erlenbächli (links), 0,1 km
  - rechter Seitenarm (rechts), 0,1 km
- Anwandelbach (auch Furtbach) (links), 3,9 km
  - Lochbach (links), 0,6 km
  - Bleitschibach (rechts), 0,3 km
  - Wissenbach (links), 1,1 km
    - linker Seitenarm (links), 0,2 km

  - Gsangbach/Madetswiler Dorfbach (links), 1,3 km
    - Schürhofbach (rechts), 0,5 km
      - linker Seitenarm (links), 0,2 km

  - Baabach/Bannbächli (rechts), 1 km
  - Schliifibächli (rechts), 0,3 km
- Mülibach (auch Sagenbach) (rechts), 5,5 km
  - Zilbach/Grosswisbächli (links), 1,2 km
  - Steinenbruggbächli (rechts), 0,2 km
  - Wüestibächli (rechts), 0,1 km
  - Eschenbach (links), 0,8 km
  - Zehntwisbächli (rechts), 0,5 km
  - Neuhofbächli (rechts), 0,3 km
  - Eschenwisbächli (links), 0,1 km
  - Röschenwisbächli (links), 0,1 km
  - Weierbach (rechts), 0,7 km
    - Chripfwisbächli (links), 0,1 km

  - Langenmattbach (rechts), 0,8 km
    - Langenmattwisbächli (links), 0,1 km
    - Langenmatthölzlibach (rechts), 0,1 km
    - Nübruchbächli (rechts), 0,2 km
- Gassacherbach (rechts), 0,7 km
- Ludetswiler Dorfbach (links), 0,6 km
- Stammbach (rechts), 1,4 km
  - Rehtobelbächli (rechts), 0,1 km
  - Ehriker Dorfbach (links), 0,1 km
  - Laufenbächli (rechts), 0,1 km
- Stelzenbächli (rechts), 0,2 km
- Steinächerbächli (rechts), 0,2 km
- Leemattbächli (rechts), 0,6 km
- Mülitobelbach (links), 1,2 km
  - Reitibach (rechts), 0,7 km
    - Reitibächli (rechts), 0,1 km

  - Ludetswilerbächli (links), 0,1 km
  - Hinteres Sägeltobelbächli (links), 0,1 km
    - linker Seitenarm (links), 0,1 km

  - Mittleres Sägeltobelbächli (links), 0,1 km
  - Vorderes Sägeltobelbächli (links), 0,1 km
- Sägelbach (links), 1 km
  - Weidbächli (links), 0,3 km
  - Weidacherbächli (links), 0,2 km
- Wenkbächli (rechts), 0,6 km
  - Schönguetbächli (rechts), 0,6 km
- Wöschbach (rechts), 2 km
  - Grossmoosbächli (rechts), 0,1 km
  - Hindereggenbächli (rechts), 0,1 km
  - Staffelbächli (links), 0,1 km
  - Haldenbächli (rechts), 0,1 km
  - Unterfeldbächli (rechts), 0,1 km
  - Leiweierbächli (rechts), 0,1 km
- Langenbächli (links), 0,2 km
- Wandelbächli (links), 0,1 km
- Leibach (rechts), 0,4 km
- Wandelbach (links), 0,6 km
- Unenbüelbächli (links), 0,3 km
- Neschwilerbach (links), 1,7 km
  - Aespenbächli (links), 0,7 km
  - Stutzbach (links), 0,4 km
    - Erlenweidbächli (rechts), 0,3 km
- Stegacherbach/Hogerbach (links), 0,7 km
  - Rütelibächli (rechts), 0,2 km
- linker Seitenarm 2 (links), 0,1 km